# Pierre Corneille
Pierre Corneille (Rouen, 6 juni 1606 – Parijs, 1 oktober 1684) was een Franse toneelschrijver. Al op jonge leeftijd raakte hij aan het jezuïetencollege onder de indruk van de Romeinse schrijvers uit de Oudheid. Hun filosofie volgend, legt hij de nadruk op de wil als bepalende factor voor het leven. Hij heeft onder meer klassieke tragedies geschreven waarin de held al zijn hartstochten overwint.

## Levensloop
In 1629 schreef hij zijn eerste toneelstuk, Mélite, een blijspel dat door het publiek goed werd ontvangen. Er zouden in totaal nog ruim 30 toneelstukken volgen.
De echte doorbraak van Corneille kwam in 1637, met de eerste opvoeringen van de in 1636 geschreven tragikomedie Le Cid. In dit stuk toont hij de moeilijke keuze tussen de liefde en de eer, waarbij de eer een doorslaggevende rol speelt. Rodrique en Chimène houden van elkaar. Maar wanneer de vader van Chimène de vader van Rodrigue beledigt, ontstaat er ruzie, waarbij de vader van Rodrigue vraagt de vader van Chimène te vermoorden. Aanvankelijk werd Corneille bekritiseerd, onder meer omdat hij het onderwerp niet in de Klassieke Oudheid had gezocht. Hem werd tevens verweten dat hij zich niet aan de klassieke regels voor toneel had gehouden, de zogenaamde wetten van Aristoteles.
Na "Le Cid" schreef hij klassieke tragedies waarin hij zich zo veel mogelijk aan de regels hield die gesteld werden door de classicistische esthetiek.
In 1647 werd hij lid van de in 1635 door Richelieu opgerichte Académie française.
Ter gelegenheid van Corneilles vierhonderdste geboortejaar verscheen in 2006 bij de Franse uitgeverij Fayard een heruitgave van de biografie die Robert Brasillach in 1938 aan hem wijdde.

## Stukken
- Mélite, 1629,
- l’Innocence persécutée, 1631
- La Veuve, 1632
- La Galerie du Palais, 1633
- La Suivante, 1634
- La Place royale, 1634
- Médée, 1635
- L’Illusion comique, 1636. Vertaald als: De waarschynelyke tovery, blyspel[a] (1691)
- Le Cid, 1636. Vertaald als: De verduytste Cid. Bly-eyndend treur-spel. Midtsgaders het gantsche leven en bedrijf van den selven Cid. Op t'nieuws daer by ghevoeght[b] (1641)
- Horace, 1640. Vertaald als: Horace en Curace, treurspel[c] (voor 1680). I.D.W. zijn de initialen van de vertaler Johan De Witt (1618-1676)
- Cinna, 1641. Vertaald als: Cinna. Treurspel[d] (1683)
- Polyeucte, 1642. Vertaald als: Polieukte, Armenisch martelaar, treurspel[e] (1696)
- La Mort de Pompée, 1641. Vertaald als: De dood van Pompeus, treurspel[f] (1684)
- Le Menteur, 1644. Vertaald als: De looghenaar. Blyspel[g] (1658)
- Rodogune, 1644. Vertaald als: Rodogune, prinsesse der Parthen[h] (1687)
- Théodore, 1646. Vertaald als: Theodore maegt en martelares. Treurspel[i] (1715)
- Héraclius, 1647. Vertaald als: Heraklius, treurspel[j] (1695)
- Andromède, 1650. Vertaald als: Andromeda, treurspel[k] (1715)
- Don Sanche d’Aragon, 1650
- Nicomède, 1651. Vertaald als: Nicomedes, treurspel[l] (1731)
- Pertharite, 1652. Vertaald als: Pertharitus, koning der Lombarden; treurspel[m] (Den tweeden druk 1756)
- Œdipe, 1659. Vertaald als: Edipus, treurspel[n] (1735)
- La Toison d'or, 1660
- Sertorius, 1662. Vertaald als: Sertorius, trevrspel[o] (1722)
- Sophonisbe, 1663
- Othon, 1664. Vertaald als: Otho, met de dood van Galba, keizer van Romen. Treurspel[p] (1695)
- Agésilas, 1666
- Attila, 1667. vertaald als: Attila, koning der Hunnen. Treurspel[q] (1685)
- Tite et Bérénice, 1670. Vertaald als: Titus Vespasianus; treurspel[r] (1722)
- Psyché, 1671
- Pulchérie, 1672
- Suréna, 1674

- Bibsys: 90086625
- Biblioteca Nacional de Chile: 000070001
- Biblioteca Nacional de España: XX1146791
- Bibliothèque nationale de France: cb11897704j (data)
- Biografisch Portaal: 06271532
- Catàleg d'autoritats de noms i títols de Catalunya: 981058520028406706
- CiNii: DA01088302
- Digitale Bibliotheek voor de Nederlandse Letteren: corn001
- Gemeinsame Normdatei: 118522175
- International Standard Name Identifier: 0000 0001 2129 6128
- KulturNav: 5078fb01-4031-4b04-a060-148d59923d1f
- Library of Congress Control Number: n79084877
- Nationale Bibliotheek van Letland: 000129898
- MusicBrainz: cdb9fb78-a472-447a-bed9-f513cdf1a6ef
- Bibliotheek van het Japanse parlement: 00436662
- Nationale Bibliotheek van Tsjechië: jn19990001498
- Nationale bibliotheek van Australië: 35031219
- Nationale Bibliotheek van Israël: 987007260128005171
- Nationale Bibliotheek van Polen: a0000001178539
- Nationale en Universitaire bibliotheek Zagreb: 000009351
- Nederlandse Thesaurus van Auteursnamen: 068453361
- Réseau des bibliothèques de Suisse occidentale: 02-A000044192
- Istituto Centrale per il Catalogo Unico: CFIV007294
- LIBRIS: 182249
- SNAC: w69c792p
- Système universitaire de documentation: 026799472
- Trove: 804026
- Union List of Artist Names: 500353775
- Virtual International Authority File: 41838293
- WorldCat: E39PBJyrYTdv9twCXxjGgmvj4q